# Camila Torquette
Camila Vaz de Melo Torquette est une ancienne joueuse brésilienne de volley-ball née le 7 juillet 1986 à Belo Horizonte. Elle mesure 1,82 m et jouait au poste de passeuse. Elle a totalisé 16 sélections en équipe du Brésil.

## Clubs
| Club                   | De        | À         |
| ---------------------- | --------- | --------- |
| Grêmio de Vôlei Osasco | 2005-2006 | 2005-2006 |
| Macaé Sports           | 2006-2007 | 2006-2007 |
| Vôlei Futuro           | 2007-2008 | 2007-2008 |
| São Caetano            | 2008-2009 | 2008-2009 |
| Minas Tênis Clube      | 2009-2010 | 2010-2011 |
| Praia Clube            | 2011-2012 | 2013-2014 |
| Minas Tênis Clube      | 2014-2015 | 2014-2015 |

## Palmarès

### Équipe nationale
- Championnat du monde des moins de 20 ans
  - Vainqueur : 2005.

### Clubs
- Coupe du Brésil
  - Finaliste : 2008.